# Transcription (biologie)
Pour les articles homonymes, voir Transcription.
 (décembre 2014).
Si vous disposez d'ouvrages ou d'articles de référence ou si vous connaissez des sites web de qualité traitant du thème abordé ici, merci de compléter l'article en donnant les références utiles à sa vérifiabilité et en les liant à la section « Notes et références ».

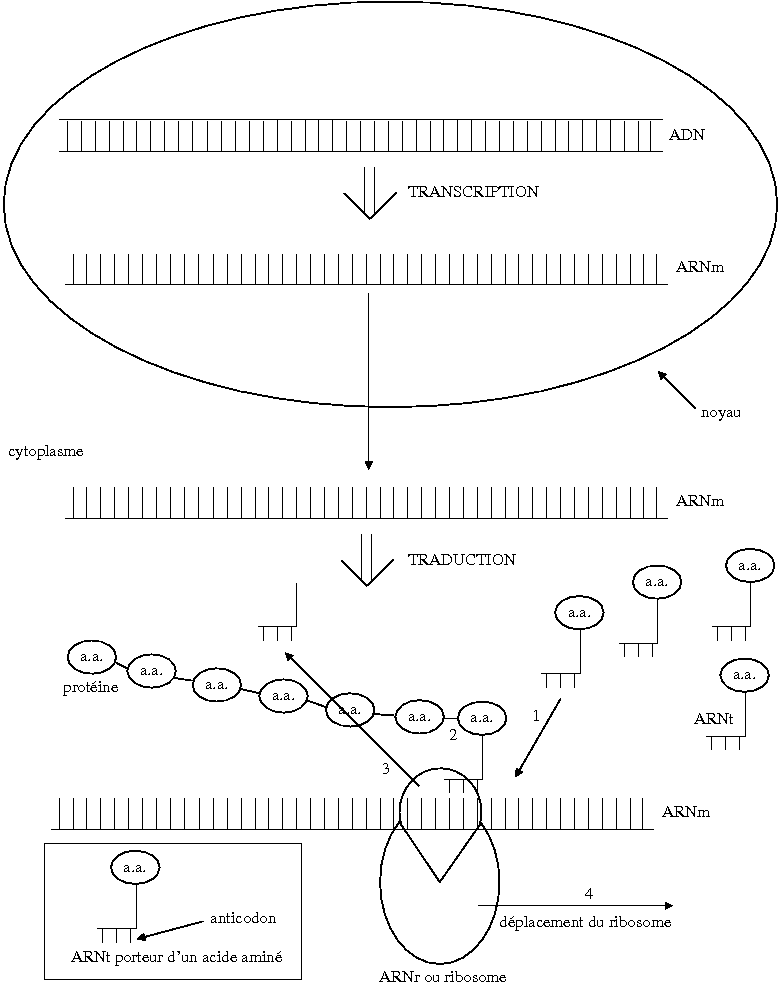
Transcription/Traduction.

En biologie moléculaire, la transcription est la première étape de l'expression génique basée sur l'ADN, au cours de laquelle un segment particulier d'ADN est « copié » en ARN par une enzyme appelée ARN polymérase. Chez les eucaryotes, la transcription se déroule dans le noyau des cellules.
Certains types d'ARN appélés « ARN non codants » n'ont pas vocation à être traduits en protéines et peuvent jouer un rôle régulateur ou structurel (par exemple les ARN ribosomiques). D'autres types d'ARN appelés « ARN messager » servent de matrice à la production de protéines au cours de l'étape dite de traduction. Par le biais des ARN messagers, la cellule peut exprimer une partie de l'information génétique contenue dans ses gènes et fabriquer les protéines nécessaires à son fonctionnement.
La transcription est un processus hautement régulé, permettant notamment aux cellules d'activer des gènes en fonction des stimuli externes. Chez les eucaryotes, il existe plusieurs types d'ARN polymérase, intervenant dans la transcription de différents types d'ARN (messager, ribosomique, de transfert, etc.). Chez les procaryotes, un seul type d'ARN polymérase permet la synthèse de tous les types d'ARN.
Durant la transcription, l'hélicase sépare les deux brins de l'ADN, permettant ainsi l'action de l'ARN polymérase. Pour commencer, celle-ci reconnaît et se fixe sur une région particulière de l'ADN du brin matrice (anti-sens), située en amont d'une région codante d'un gène : le site promoteur (Cette première étape de la transcription est l'initiation, décrite plus bas plus en détail.). Elle peut donc copier la séquence du brin codant (sens) qui y est complémentaire et anti-parallèle jusqu'à atteindre le site terminateur qui permet au brin de se détacher. 
Après la transcription se déroulent la maturation de l'ARN (ou modification post-transcriptionnelle) et la traduction, les deux autres étapes importantes de la biosynthèse des protéines. Dans le cas des procaryotes en revanche, aucune maturation n'est nécessaire avant la traduction.
L'ARN produit par la maturation de l'ARN est un ARN messager mature : plus court, il peut ensuite passer dans le cytoplasme, où il est traduit en protéines à partir des acides aminés, en présence des ribosomes et des ARN de transfert (ARNt). Ce mécanisme s'appelle la traduction.

## Chez les bactéries
La transcription a lieu dans le cytoplasme bactérien puisque c'est là que se trouve l'ADN (chromosome ou plasmide). Elle se déroule en 3 étapes distinctes : l'initiation, l'élongation et la terminaison.

### Initiation
Dans le promoteur, constitué d'environ 25 nucléotides et situé en amont de la séquence codante du brin matrice (brin d'ADN qui servira de brin complémentaire au nouveau brin d'ARN), se trouve le point de départ de la transcription. Le point de départ de la transcription est le nucléotide à partir duquel l'ARN polymérase commencera à transcrire le brin matrice. L'initiation s'effectue donc au niveau du promoteur, auquel l'ARN polymérase se fixe.
L'ARN polymérase bactérienne est constituée de 5 sous unités α, α', β, β' et ω, le tout associé à un facteur σ. Le facteur σ reconnaît une séquence consensus dans le promoteur du gène, classiquement, la boîte de Pribnow [TATAAT], puis se fixe sur l'ADN et recrute les autres parties du complexe enzymatique. Une fois l'ARN polymérase mise en place, la sous unité σ se détache du complexe et β' assure la liaison à l'ADN : c'est le complexe fermé. L'ARN polymérase déroule ensuite la double hélice sur 17 paires de bases environ : c'est le complexe ouvert.

### Élongation
Le complexe ouvert est formé afin qu'un nucléotide complémentaire d'ARN puisse se coupler à chaque nucléotide du brin matrice, le brin transcrit par la protéine. L'adénine du brin matrice sera alors couplée à de l'uracile (dans l'ARN, l'uracile remplace la thymine présente dans l'ADN), la thymine à de l'adénine, la guanine à de la cytosine et la cytosine à de la guanine.
Pour que la phase d'élongation commence, le départ du facteur σ est remplacé par une Nus A. Le complexe enzymatique synthétise alors le brin d'ARN complémentaire du brin matrice. Au fur et à mesure qu'elle avance sur le brin matrice, l'ARN polymérase continue de dérouler les deux brins d'ADN. Elle ajoute alors à l'extrémité 3' du brin synthétisé les nucléotides d'ARN complémentaires présents dans le milieu. Ceux-ci sont présents sous forme de nucléosides triphosphates, c'est-à-dire comportant trois groupements phosphate au lieu d'un seul : ils perdent donc deux phosphates lorsqu'ils se lient à la chaîne de nucléotide. Tout comme l'ADN polymérase lors de la réplication de l'ADN, l'ARN polymérase ne peut en effet fabriquer le nouveau brin d'ARN complémentaire que de l'extrémité 5' jusqu'à l'extrémité 3'. Mais contrairement à celle-ci, l'ARN polymérase n'effectue pas de correction si des erreurs surviennent lors de l'appariement des bases.

### Terminaison
Chez les bactéries, pour terminer la transcription, il suffit que l'ARN polymérase atteigne le terminateur, situé en aval de la séquence codante. Des séquences d'ADN palindromiques riches en paires G-C avec 3 liaisons hydrogène, donc plus fortes, ralentissent d'une part la progression de l'ARN polymérase, et permettent d'autre part la formation d'une boucle en épingle à cheveux entre 2 régions complémentaires de l'ARN, ce qui bloque l'enzyme.
Pour libérer la molécule d'ARN, il existe 2 mécanismes. Dans le cas des terminateurs Rho-indépendants, on trouve après la séquence d'ADN palindromique une séquence riche en A. Cela conduit à la formation d'un hybride ADN - ARN peu stable (2 liaisons hydrogène entre les bases A et U) ce qui permet le décrochage de l'ARN. Dans le cas des terminateurs Rho-dépendants, une protéine de terminaison (Rho) libère la molécule d'ARN, après que l'ARN polymérase s'est détaché du brin matrice. Pendant ce temps, celui-ci s'enroule de nouveau avec son brin d'ADN complémentaire. L'ARN ainsi produit est appelé ARN messager (ARNm).
Un même brin d'ADN peut être transcrit par plusieurs ARN polymérases à la fois, ce qui augmente par conséquent le nombre d'ARN nouvellement synthétisés. On appelle ce phénomène la transcription simultanée.
L'ARNm est, après la transcription, directement utilisable par la machinerie cellulaire pour la traduction, phénomène permettant de fabriquer les protéines pour lesquelles le message code. Comme la transcription et la traduction se déroulent dans le même compartiment, il est même possible que des ribosomes commencent à traduire un ARNm avant que sa transcription soit terminée.

## Chez les archées
La transcription des archées est par certains aspects similaire à celle des bactéries et par d'autres à celle des eucaryotes. Comme les bactéries, les archées n'ont pas de noyau et leur ADN est circulaire. Leur promoteur est cependant plus semblable à la boîte TATA des eucaryotes qu'à la boîte de Pribnow des bactéries. Leur ARN polymérase est également semblable à celle des eucaryotes.

## Chez les eucaryotes

Schéma synthétique de la transcription de l'ADN en ARN messager chez les eucaryotes.

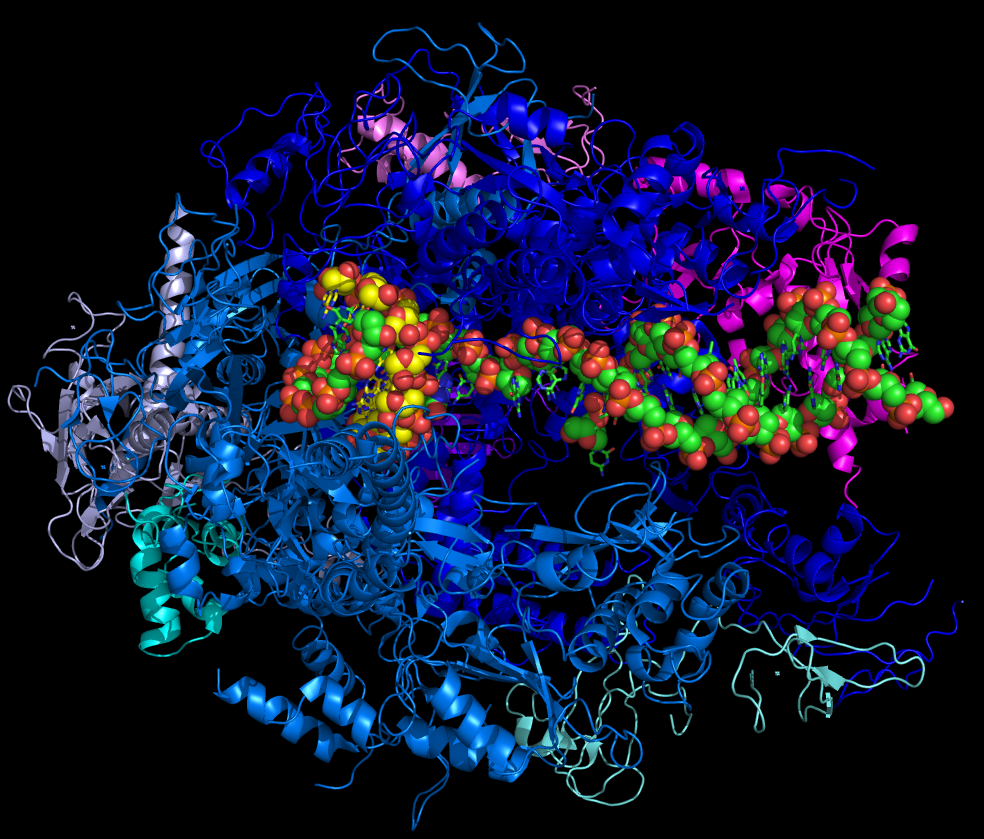
Structure de l'ARN polymérase II complexée à l'ADN matrice (vert). Le brin d'ARN transcrit est en jaune.

De nombreuses différences existent par rapport à la transcription chez les procaryotes. La transcription se déroule dans le noyau cellulaire. La chromatine doit au préalable avoir été décompactée (euchromatine) pour permettre à la machinerie protéique d'accéder à l'ADN. Contrairement aux procaryotes, l'ARN produit par la transcription n'est pas directement utilisable par les ribosomes pour la traduction et devra subir plusieurs étapes de maturation post-transcriptionnelle.
Enfin, l'ARN polymérase ne peut se fixer seule au promoteur du brin matrice d'ADN : chez les eucaryotes, elle nécessite des facteurs de transcription, protéines qui servent d'intermédiaires à la liaison de l'ARN polymérase sur le promoteur. Cette association entre le promoteur, les facteurs de transcription qui y sont liés et l'ARN polymérase forme le complexe d'initiation de la transcription, nécessaire au commencement de la transcription.
Il existe 3 types d'ARN polymérase, au lieu d'un seul chez les procaryotes : l'ARN polymérase II qui transcrit l'ADN en ARN pré-messager, l'ARN polymérase I qui permet la synthèse d'ARN ribosomique et l'ARN polymérase III celle des ARN courts comme l'ARN de transfert (ARNt), les petits ARN (comme le pARNi ou le pARNn) et l'ARN ribosomique 5S (ARNr 5S). Mais seules, ces ARN polymérases ne peuvent rien faire et elles doivent être accompagnées de facteurs de transcription généraux (protéines). Ces facteurs se nomment TFI, TFII, TFIII…, ce qui constitue un complexe protéique constitué de 8 à 14 sous-unités.
Le processus de transcription comporte les mêmes phases que chez les procaryotes : initiation, élongation et terminaison.

### Initiation
L'équivalent chez les eucaryotes de la « boîte de Pribnow » est la « boîte TATA » située environ 30 paires de bases avant l'origine de transcription ; celle-ci joue un rôle prépondérant puisque c'est à elle que va se fixer l'ARN polymérase II. Deux autres « boîtes » font aussi partie des séquences consensus ; parmi elles se trouvent la boîte CAAT (située à environ 70 paires de bases en amont du site d'initiation de la transcription), qui est un site modulateur de la transcription, et la boîte GC. Enfin, des amplificateurs peuvent stimuler la transcription à plusieurs centaines de paires de bases du lieu de la transcription.
L'initiation par l'ARN polymérase commence par la protéine TFII D, elle-même constituée de la protéine de liaison TBP qui va se fixer sur la boîte TATA, ce qui va constituer le cœur du complexe d'initiation.
Ensuite les différents facteurs généraux de transcription viennent s'assembler sur ce « noyau ». La TFII A vient stabiliser le complexe TFII D-ADN, la TFII B se lie à la séquence BRE de l'ADN de part et d'autre de la boîte TATA. La TFII F apporte l'ARN polymérase II sur le site. La TFII E et la TFII H (hélicase ATP-dépendante) se fixent en dernier. Cependant ce complexe ne peut déclencher la transcription qu'à une faible fréquence. Des facteurs de transition supplémentaires doivent intervenir. Parmi eux le CTF (NF1) se lie à la boîte CAAT, le Sp 1 se lie aux boîtes GC : ce sont des trans-activateurs. Par ailleurs, les séquences enhancers (amplificateurs) et « cis activateurs » seront elles-mêmes activées par des protéines activatrices : ces séquences vont entrer en contact avec la boîte TATA grâce à la courbure de l'ADN qui les rapprocheront du promoteur. Une fois fixée à la boîte TATA, l'ARN polymérase déroule les deux brins d'ADN et commence la transcription.

### Élongation
L'élément central de l'élongation est la phosphorylation du domaine CTD (Carboxy Terminal Domain), domaine spécifique de la sous unité de 220 kDa de l'ARN polymérase II. Celle-ci est riche en sérine et en thréonine qui sont deux acides aminés pouvant être phoshorylés sur leur groupement hydroxyle. La phosphorylation par TFII H (du domaine CTD) qui est une protéine Kinase en présence d'ATP va déplacer l'ARN polymérase jusqu'au lieu d'origine de la transcription. L'addition séquentielle des ribonucléotides peut alors démarrer. Chez les eucaryotes, la vitesse de transcription est d'environ 40 nucléotides par seconde.

### Terminaison
Chez les eucaryotes, le mécanisme de terminaison n'est pas le même que les procaryotes. La terminaison est assurée par des signaux spécifiques dont le signal de polyadénylation AAUAAA. L'ARN polymérase continue sa transcription un peu après ce motif puis est libérée sous l'action de divers facteurs. La transcription proprement dite est terminée mais l'ARN obtenu n'est pas fonctionnel pour autant et doit subir 3 étapes de maturation.

### Maturation
La maturation de l'ARN est l’étape suivant la transcription de l'ADN chez les eucaryotes :
L'ARN est clivé au niveau du signal de polyadénylation et une polymérase spécifique (la polyA Polymérase ou PAP) ajoute de nombreux résidus Adénine (50 chez les levures, 200 chez les eucaryotes supérieurs) à l'extrémité 3' du brin d'ARN : c'est la queue polyA, essentielle à la stabilité de l'ARN. Il est à noter que cette partie de l'ARN n'est pas codée dans l'ADN sous forme de polyT.
À l'autre extrémité 5', l'addition d'une coiffe méthylguanosine est nécessaire pour la reconnaissance par les ribosomes lors de l'étape de traduction. Il faut malgré tout noter que les SnRNA qui sont aussi synthétisés par l'ARN polymérase II ont une coiffe mais ne passent pas dans les ribosomes pour être traduits !
L'ARN obtenu n'est pas encore prêt à être traduit et doit subir une dernière étape de maturation post-transcriptionnelle. En effet, l'ADN des eucaryotes possède des séquences codantes (Exons) et des séquences non codantes (Introns). Seuls les exons participent donc à la biosynthèse des protéines. L'ARN des eucaryotes est d'abord produit sous forme de pré-ARNm qui contient toute la séquence du gène (introns + exons). Il subit ensuite une opération d'épissage : un complexe nucléoprotéique (le splicéosome) reconnaît les introns et les élimine (l'épissage permet en outre d'obtenir différentes protéines à partir d'un même gène en sélectionnant quels exons seront conservés : c'est l'épissage alternatif).

### Les ARN 45S futurs 28; 18; 5.8S
Le gène codant les ARN (ribosomique) 45S se trouve sur des séquences particulières de 5 chromosomes : 13,14,15,21,22 (Chromosomes dit acrocentrique), appelées organisateur nucléolaire. Sur chacun de ces chromosomes il existe environ 40 copies du gène. C'est la transcription intense de cet ADN en ARN qui crée le nucléole.
Sur l'ADN 45S, la reconnaissance de la TATA ne peut se faire directement. Il faut passer par la reconnaissance préalable de deux zones consensus : le promoteur central aux environs de +1 et UCE (upstream control element) plus en amont.
UBFI reconnaît UCE ce qui entraîne la courbure de l'ADN. Ainsi la TATA peut être reconnue par la TBP et les 3 TAFI de SLI.
L'ARN polymeraseI est alors recrutée et peut démarrer directement la synthèse. Elle n'a pas de CTD et son simple recrutement permettrait de la faire démarrer.
Cette synthèse s'arrête brusquement au niveau de séquences de terminaison.

### Les gènes de classe III
Il s'agit des ARNt, de l'ARN 5S et des SCARN dispersés dans le génome.
Les mécanismes diffèrent dans les 3 cas.
Leur particularité principale est de posséder des promoteurs internes c'est-à-dire en aval de +1.
- Les ARNt : ils possèdent deux séquences consensus : les boîtes A et B. Elles sont reconnues par TFIIIC. TFIIIB avec sa TBP et ses 2 TAFIII peut alors se fixer. L'ARN polyméraseIII est recrutée. TFIIIC s'en va et la synthèse peut alors commencer.
- Les 5S : ils possèdent une boîte C reconnue par TFIIIA. TFIIIC et B peuvent alors se fixer. L'ARN polymérase est recrutée et Les TFIIIA et C s'en vont. La synthèse peut démarrer.
- Les ARNSc : divers facteurs intermédiaires permettent la fixation des TAFIII et de TBP de TFIIIB. La polymérase est recrutée et la synthèse démarre.

## Transcription inverse
La transcription inverse (ou rétrotranscription) est la réaction inverse de la transcription. C'est la synthèse d'un brin d'ADN à partir d'une matrice ARN grâce à une ADN polymérase ARN dépendante ou encore transcriptase inverse ou rétrotranscriptase (le terme anglais reverse transcriptase est parfois aussi utilisé). On parle de RT-PCR pour désigner la PCR utilisée pour rechercher de l'ARN dans un échantillon biologique car la PCR nécessite dans ce cas une phase préalable de transcription inverse.